# 안톤 판
안톤 판(루마니아어:Anton Pann, 1790년대 ~ 1854년 11월 2일)은 루마니아의 시인, 종교 음악의 작곡가이자 교사였다.

## 일생
그는 언제 태어났는지 알 수 없다. 다만, 그가 1793년 ~ 1796년 사이에 태어난 것으로 추정된다. 따라서 그의 생일이 언제인지 정확히 알 수 없다. 그는 오스만 제국의 플레벤에서 태어났는데, 이곳은 오늘날 불가리아 북부의 도시이다. 그는 종교 음악, 민속, 문학, 홍보, 그리고 아로마니아족(아로마니아어를 쓰는 마케도니아의 소수 민족)의 기원에 대해 공부했다. 하지만, 그는 미하이 에미네스쿠에 의해 발령이 났다.

## 업적
그는 메마른 아들, 판톨레오네 페트로프의 아버지였고, 오스만 제국의 플레벤(현 불가리아의 도시)의 한 마을에서 평소처럼 어설픈 그의 어머니 토마이다에게 연락을 하곤 했다. 1806년부터 1812년까지, 그는 베사라비아의 키시너우의 소프라노스 게임 정교회의 성당에서 성가대 지휘자가 된 다뉴브강의 북쪽에 있는 루소-터키 전쟁의 난민이었다. 그는 거기서 마을 교회 옆의 아동 문학실, 'Psaltichiei'의 시편에서 공예품을 다듬어 디오니시우스 포티노의 기병대 사령관에게 후원을 하였다. 19세기 전반의 문화인과 위대한 교사들의 음악도 배웠다. 그의 지도 하에 비잔틴 음악과 오스만 제국 및 아랍 - 페르시아의 음악의 오래된 기술을 자사의 지식으로 강력화했다.
여러 악기나 그밖의 다른 악기의 경우, 피아노 포르테의 노래 집안에서 기병대 사령관으로 피아노의 초보적인 지식이 있었다고 하는데, 그는 디오니시우스 자체의 전문가가 되었다. 여러 교회에 있는 인쇄물, 감독 및 출연자인 프로토프살티로 인쇄하기 시작하여 회사의 사장이 된 그는 19세기의 초기 50년 동안 가장 중요한 음악가였다.
인간은 그의 예술적 재능을 음악만이 아니라 문학, 저널리즘에 없는 표현, 이 문화 개방으로 인해 일정한 문화를 보존하기 어려운 분류였다. 그의 작품에 의하면, 대부분의 작품은 음악 업계에 있었다.
그는 1854년 사망하였고, 부쿠레슈티에 있는 루카스 교회에 묻혔다.
또한 그는 루마니아여 일어나라의 작곡가로 여겨진다.